# Vulgate
Pour les articles homonymes, voir Vulgate (homonymie).

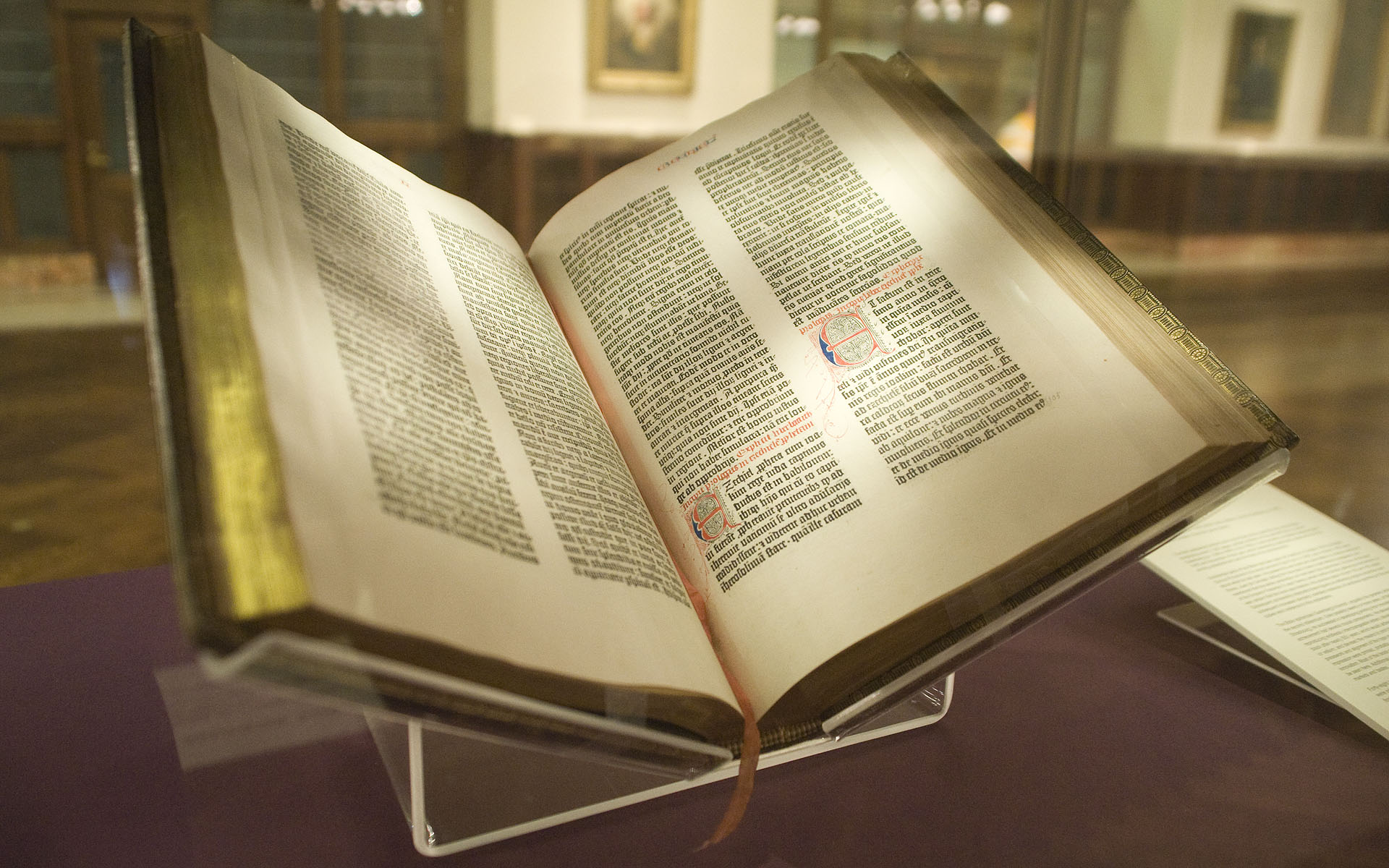
Bible de Gutenberg, vers 1455.

La Vulgate est une version latine de la Bible, composée d'une part, en majorité des traductions faites à la fin du IVe siècle par Jérôme de Stridon, et d'autre part de traductions latines indépendantes de ce dernier appelées Vetus Latina (« vieille [bible] latine »).
Jérôme commence son édition par les quatre Évangiles, en révisant et adaptant une version Vetus Latina de ces derniers qui était couramment en usage en Occident. Il poursuit avec une traduction complète à partir de l'hébreu de la totalité du Tanakh et traduit certains livres deutérocanoniques à partir de versions grecques de la Septante ou de l'araméen. Jérôme traduit également le livre des Psaumes trois fois : une fois en révisant une Vetus Latina, une fois depuis le grec et une autre depuis l'hébreu. Aux traductions de Jérôme s'ajoutent par la suite, indépendamment de Jérôme, les révisions basées sur la Vetus Latina des autres livres du Nouveau Testament que Jérôme n'a pas traduits lui-même, pour former ce qu'on appellera par la suite la Vulgate.
Diffusée essentiellement en Occident, la Vulgate connaît plusieurs versions et évolutions, dont celles dues à Alcuin au VIIIe siècle ou encore à Érasme au XVIe siècle. En 1454, Gutenberg fait de la Vulgate le premier livre imprimé en Europe, c'est la Bible de Gutenberg. La Vulgate est fixée par le pape Clément VIII en 1592, dans une version dite « sixto-clémentine » qui fait autorité dans l’Église catholique romaine jusqu'en 1979 ; la révision de la Vulgate pour l'Église catholique latine promulguée en 1979 par Jean-Paul II est appelée la « Néo-Vulgate ».

## Terminologie
Le terme vulgate vient du latin vulgata, qui signifie « rendue accessible, rendue publique », lui-même de vulgus, qui signifie « foule ». Le terme Vulgate (vulgata) appliqué à la version latine de la Bible est anachronique concernant le travail de Jérôme de Stridon : ce n'est qu'à partir du début du XVIe siècle qu'il sert à désigner habituellement les bibles latines dont les versions ont été plus ou moins stabilisées depuis l'édition faite à Mayence vers 1450. Afin d'identifier ce texte stabilisé, le Concile de Trente de 1546 utilise l'expression « vetus et vulgata editio ».
Quand Jérôme ou son contemporain Augustin d'Hippone utilisent le terme vers le IVe siècle, c'est plutôt pour désigner la Bible grecque commune non révisée — ou les traductions latines antérieures à Jérôme et que celui-ci juge d'ailleurs inexactes — connue sous le nom actuel de Vetus Latina (« vieille [bible] latine »).
Enfin, le texte connu sous le nom de Vulgate de nos jours n'était toujours pas fixé au VIIIe siècle ni son usage réellement « vulgarisé » : celui-ci commencera à réellement se répandre aux alentours de 850, notamment grâce à la diffusion des bibles carolingiennes illustrées dites « Bibles de Tours », la Bible de Moutier-Grandval ou encore la Bible Vivien. Pendant tout le Moyen Âge, cependant, le texte dit de la Vulgate continue à se diffuser avec de nombreuses variantes textuelles. À la fin du XIIIe siècle, cependant, le texte des Bibles latines contenu dans les manuscrits bibliques, mais aussi dans les livres liturgiques (missels, lectionnaires...), reste encore hétérogène et on peut ne pas lire exactement le même texte latin dans deux Bibles complètes différentes.

## Contenu
La Vulgate est « un ensemble composite qui ne saurait simplement être identifié avec le travail de Jérôme », car la Vulgate contient aussi des Vetus Latina.

## Jérôme de Stridon

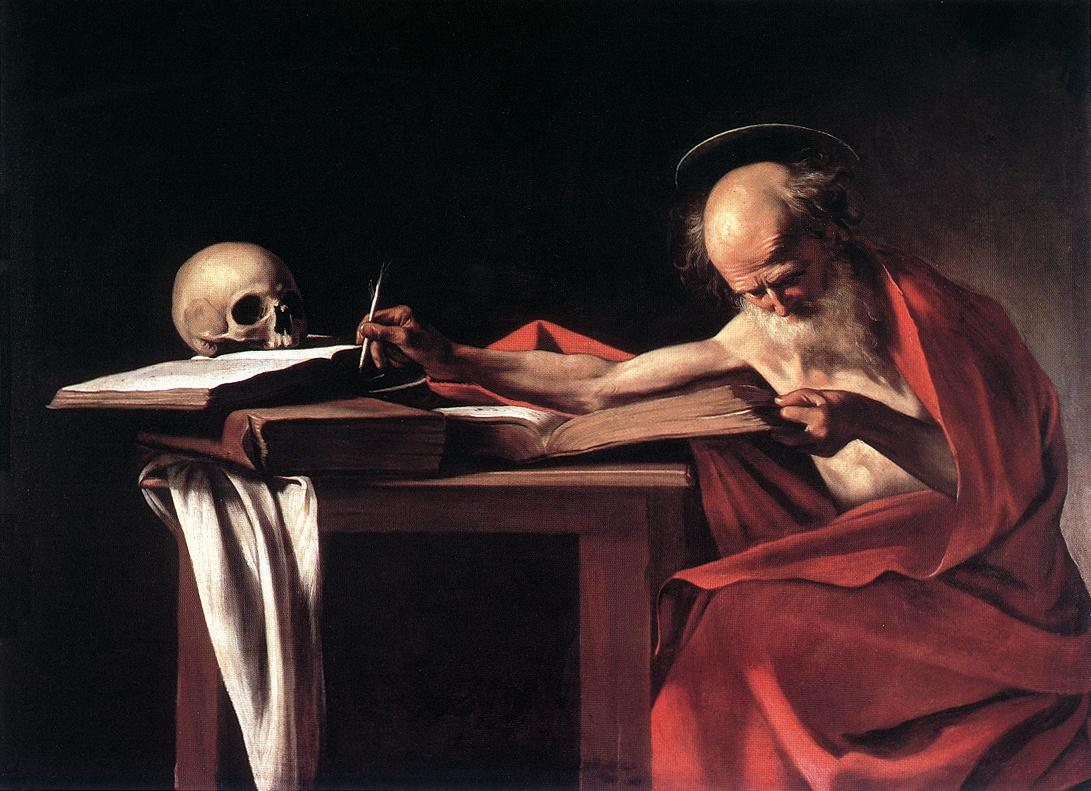
Saint Jérôme par Le Caravage.

### Traductions de l'Ancien et du Nouveau Testament
À partir du IIe siècle, le nombre croissant de convertis au christianisme qui sont de langue ou de culture latine nécessite que les textes sur lesquels s’appuie cette religion leur soient accessibles. Cette demande est rencontrée par des traducteurs locaux, sans coordination ni systématisme. Il en résulte une grande variété de manuscrits et de versions des textes, aggravée par les processus de copie qui peuvent occasionner des fautes, des adaptations, ajouts ou retraits de la part des copistes.
Au IVe siècle, les traductions latines des textes de la Bible qui se répandent en Occident sont réalisées à partir de la version grecque et sont caractérisées, à l'origine, par leur littéralisme. Elles seront désignées par la suite sous le terme générique de Vetus latina, « vieille latine », dont il existe deux types de variantes : l'une africaine, la plus ancienne, et l'autre européenne mais qui dépendent toutes de la Septante grecque. Ces traductions en latin finissent par devenir fort diverses en qualité et en précision, cumulant les fautes de copies et laissant à désirer tant sur le plan de l'exactitude ou de la conformité vis-à-vis des versions grecques récentes que sur celui de la qualité littéraire : la médiocrité stylistique combinant les fautes de grammaire ou de syntaxe à l'étrangeté du vocabulaire paraît indigne de la parole de Dieu aux lettrés chrétiens.
Ainsi, à cette époque, il existe presque autant de versions des textes bibliques qu'il y en a de copies, et l'évêque de Rome, Damase (366-384), vraisemblablement préoccupé par cette grande diversité des textes qu'il étudie, commande à Jérôme — un de ses collaborateurs occasionnels qui a été ordonné par Paulin II d'Antioche, un évêque considéré comme schismatique par certains nicéens radicaux de l'épiscopat oriental — d'en produire une version fiable.

#### Nouveau Testament

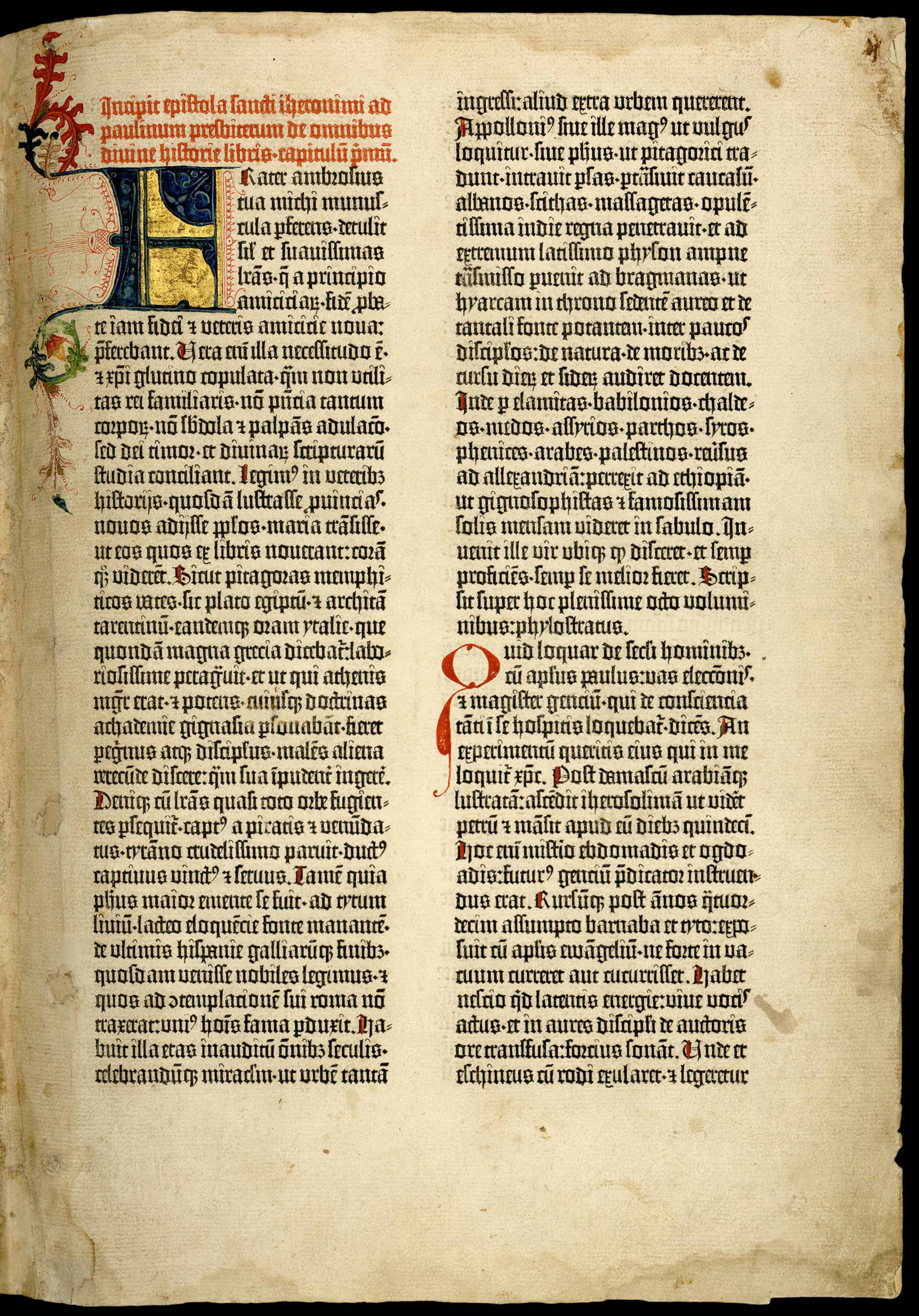
Épître de Jérôme à Paulin de Nôle dans la Bible de Gutenberg.

C'est donc vraisemblablement à l'instigation de Damase que Jérôme traduit les Évangiles à Rome, entre 383 et 384, en s'appuyant sur les manuscrits grecs d'une version courante en Orient. Plutôt que de composer une traduction renouvelée qui pourrait heurter les habitudes, il révise une version européenne de la Vetus Latina des Évangiles — vraisemblablement une version d'Eusèbe de Césarée — dont il améliore la fluidité et la couleur latine.

#### Ancien Testament
Concernant l'Ancien Testament, la plupart des chercheurs contemporains s'accordent sur le fait que Jérôme a accompli son travail de traduction entre 390 et 405. Doué d'une bonne connaissance du grec qu'il perfectionne durant six ans à Antioche, Jérôme apprend l'hébreu lors de sa retraite dans le désert syrien avec un moine d'origine juive converti au christianisme puis il noue une relation avec certains érudits juifs, relation qu'il poursuit tout au long de sa carrière. Faisant face à des difficultés d'interprétation, il se rend en Palestine pour consulter les docteurs juifs, spécialistes du texte hébreu. Son désir est de retrouver la veritas hebraica par-delà l'héritage grec. Néanmoins, le niveau de maîtrise de l'hébreu par Jérôme demeure en débat au sein de la recherche du XXIe siècle.
Jérôme traduit l’Ancien Testament à partir d’un texte hébreu proche du texte massorétique, à Bethléem entre 390 et 405. Il s'appuie également sur la version grecque issue de l'édition officielle d'Eusèbe, commandée par l'empereur Constantin à l'issue du premier concile de Nicée de 325, version qui est également la source des grands onciaux du IVe siècle. Concernant l'ordre des traductions, la recherche actuelle propose la datation suivante : les Prophètes, Samuel, les Rois, les Psaumes et Job sont achevés vers 393 ; Esdras, Néhémie et les Chroniques vers 394-396 ; les Proverbes, l'Ecclésiaste et le Cantique des Cantiques vers 398 ; enfin le Pentateuque, Josué, les Juges, Ruth et Esther entre 398 et 405.
Il n'a pas traduit les livres deutérocanoniques, à l'exception de ceux de Tobie et de Judith, deux livres que Jérôme traduit depuis l'araméen ; il a aussi traduit les additions au livre d'Esther à partir du grec de la Septante, et les ajouts au livre de Daniel à partir du grec hexaplaire de Théodotion.

##### Psautier
Jérôme a produit trois traductions du livre des Psaumes.
La première est une révision d'un psautier vieux latin produite entre 382 et 385 mais dont aucune trace n'a été conservée.
Il se livre ensuite à une nouvelle traduction en latin des Psaumes à Bethléem entre 386 et 389 à partir du texte hexaplaire (en grec) de la Septante d'Origène. Cette version porte le nom de « psautier gallican » car elle est diffusée en Gaule à partir du IXe siècle. Bien qu'il existe d'autres psautiers latins (en), l'édition de la Bible réalisée à la fin du VIIIe siècle et au tout début du IXe siècle par Alcuin inclut uniquement comme psautier le psautier gallican à l'exclusion d'autres traductions latines du livre des psaumes. Le psautier gallican est également le seul livre des psaumes dans la Vulgate sixto-clémentine.
Enfin, Jérôme a également traduit les Psaumes à partir du texte hébreu mais cette version n'a jamais fait l'objet d'une utilisation liturgique et est absente de la Vulgate sixto-clémentine.

## Vetus Latina

### Nouveau Testament
Jérôme n'a traduit du Nouveau Testament que les quatre Évangiles. On a longtemps considéré que la révision des Épîtres de Paul, contemporaine de Jérôme, était également l'œuvre de ce dernier ; cependant, il apparaît désormais qu'il n'en est pas l'auteur même s'il reste possible que cette révision ait été effectuée dans son entourage. Les traductions latines de tous les livres du Nouveau Testament, hormis les quatre Évangiles, ne doivent rien à Jérôme ; elles reflètent des Vetus Latina qui sont l'œuvre de Rufin le Syrien ou de cercles pélagiens.

### Ancien Testament
Les traductions latines des livres de la Sagesse, du Siracide, des deux livres des Maccabées et du Livre de Baruch ne doivent rien à Jérôme et reflètent d'anciennes Vetus Latina.

## Réception antique
Jérôme propose une littéralité nouvelle des Écritures, éloignée de son style personnel. La traduction de Jérôme, que les pratiques ascétiques et approches théologiques confinent en dehors des courants alors dominants de la Grande Église, est largement rejetée par ses contemporains, religieux comme laïcs, qui vont jusqu'à questionner l'orthodoxie de son auteur. Sa façon de recourir au texte hébreu pour établir le texte de la Bible chrétienne est ainsi désapprouvée par ses contemporains comme Augustin d'Hippone qui pense qu'il faut suivre la Septante. Cette version suscite également la méfiance et la suspicion des prêtres latins, composant un clergé romain « scrupuleux et conservateur » contemporain de Jérôme, qui voient là une dangereuse falsification des Écritures par un étranger ; la renommée de la Vulgate ne s'impose ainsi qu'au début du Moyen Âge.

### Correspondance de Jérôme et Damase

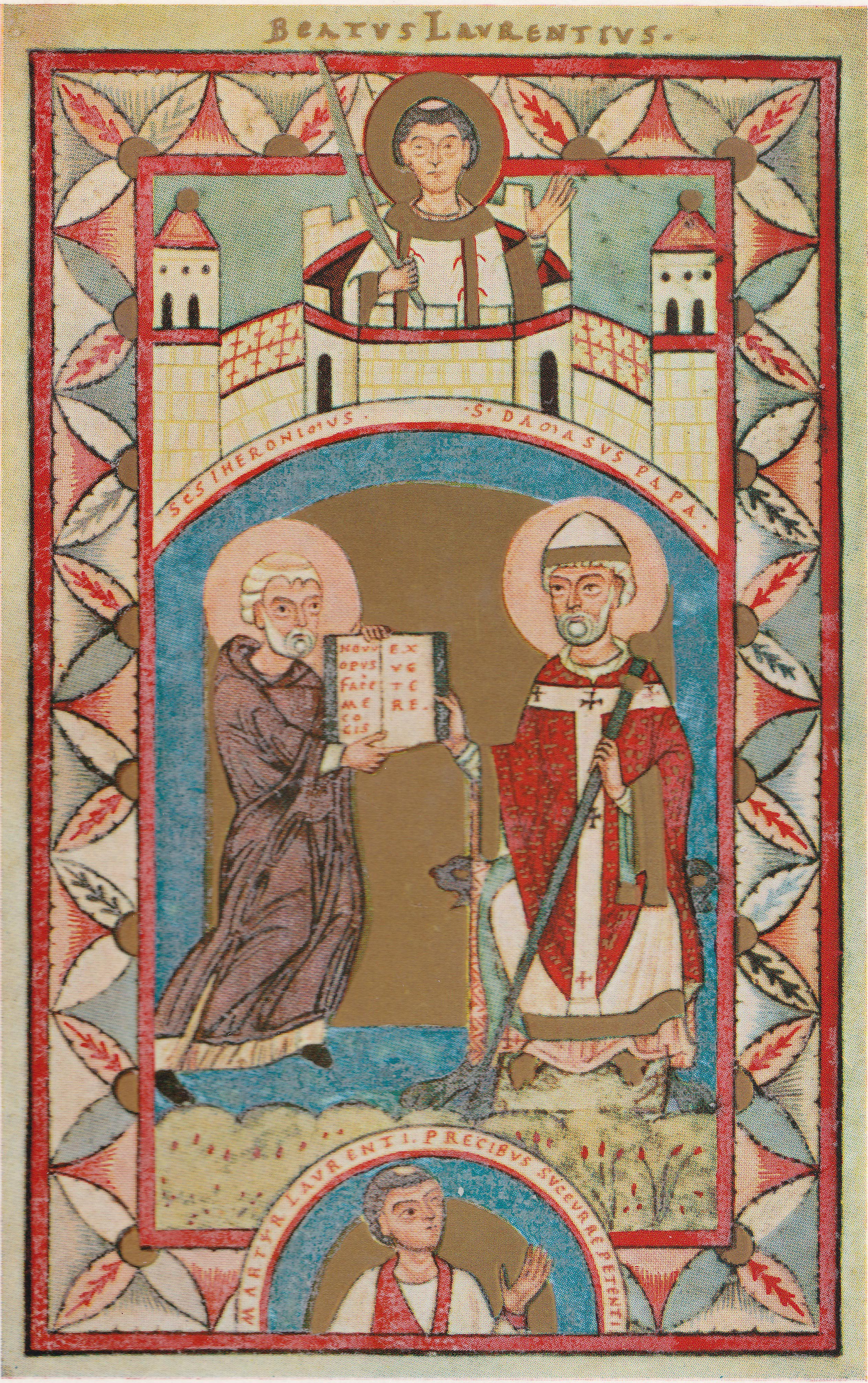
Enluminure extraite de l'évangiliaire de Lund. Jérôme de Stridon présente sa version de la Vulgate au pape Damase Ier sous les auspices de Laurent de Rome, c. 1150, bibliothèque de l'université d'Uppsala.

Dans la lettre-préface à sa traduction des Évangiles adressée à Damase, Jérôme exprime ses doutes à propos de l'accueil que recevra sa révision des quatre Évangiles : « Tu me contrains à faire du travail nouveau sur de l'ancien : tu veux que, une fois les exemplaires des Écritures dispersés dans le monde entier, je siège comme arbitre et que, dans la mesure où ils varient entre eux, je décide quels sont ceux qui s'accordent avec la vérité grecque. […] Qui en effet, qu'il soit instruit ou non, quand il prendra le volume en mains et qu'il verra que ce qu'il y lit diverge du goût de la salive qu'il a senti la première fois, n'éclatera aussitôt en exclamations, s'écriant que je suis un faussaire, un sacrilège, moi qui ose ajouter, changer, corriger quelque chose aux livres anciens ? ».
La correspondance entre Jérôme et Damase est peut-être apocryphe. Selon Pierre Nautin, spécialiste de la littérature patristique, plusieurs des lettres entre Jérôme et Damase auraient en fait été écrites par Jérôme après la mort de Damase, Jérôme ayant « composé toute cette correspondance après la mort du pape dans une circonstance où il lui était utile de se prévaloir de ses relations avec le pontife défunt ». Du vivant même de Jérôme des lettres faussement attribuées à ce dernier, à son grand dam, étaient en circulation — dont un pseudo-courrier à Damase —, et moins d'un siècle après sa mort, des faussaires forgeaient des lettres apocryphes entre les deux hommes afin de créer une autorité pour leurs travaux, comme Jérôme l'avait lui-même déjà fait avec une certaine finesse. De nombreuses fausses lettres, censées avoir été échangées entre Damase et Jérôme, circulent ensuite au cours à l'époque médiévale.

## Versions successives

### Période carolingienne

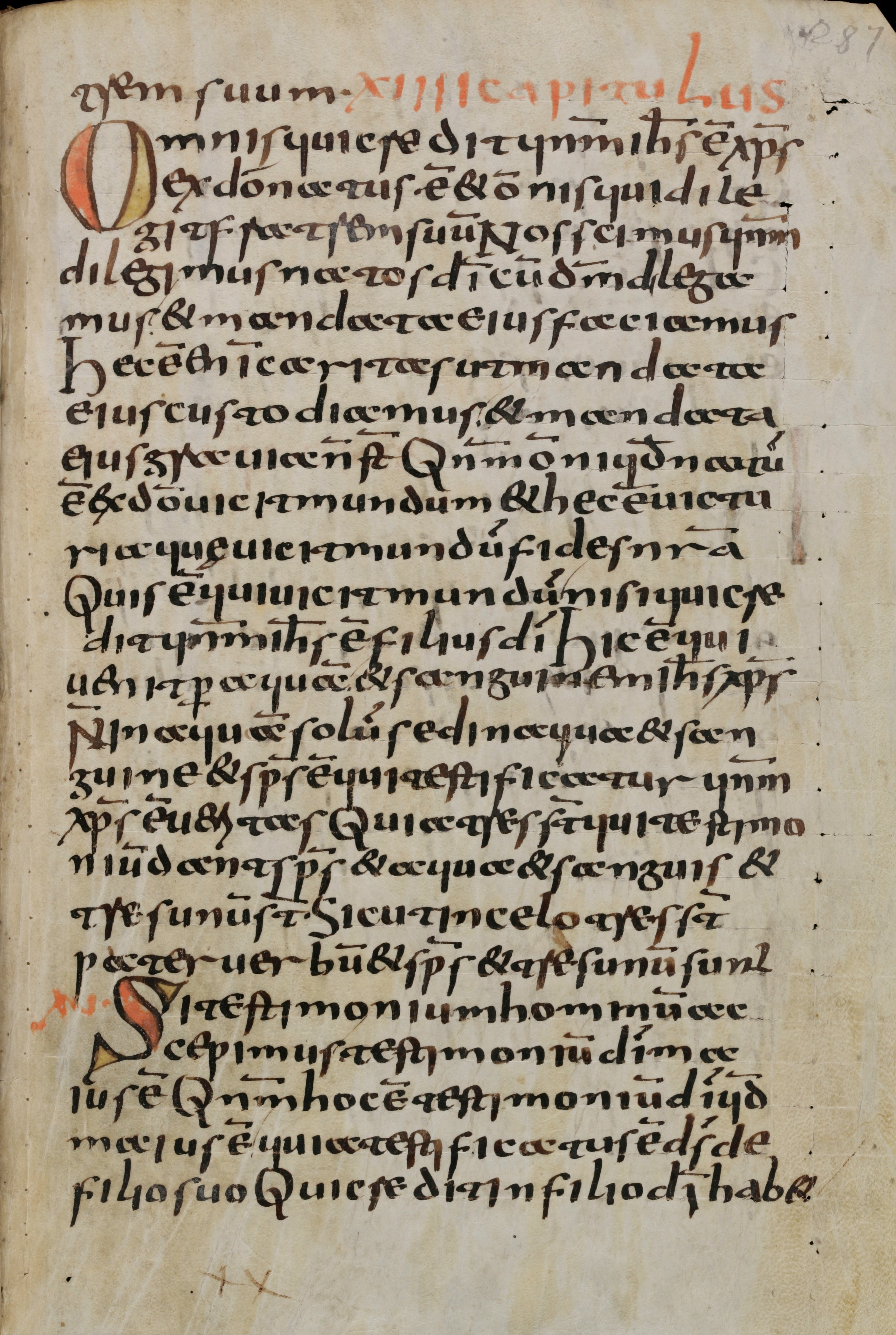
Codex Sangallensis, vers 900

Il existe près de dix mille manuscrits, souvent récents, de la traduction de la Vulgate attribuée à Jérôme, dont les plus anciens remontent au VIIe voire au VIe siècle.
Dès le VIIIe siècle, les copies manuscrites recommencent à s'écarter du texte de Jérôme. À la demande de Charlemagne désireux de proposer à ses sujets une version fiable de la Bible, Alcuin, abbé de Saint-Martin de Tours, effectue un travail de restauration, qui sera mené à son terme par Théodulfe, évêque d'Orléans. Ainsi, l'usage de la Vulgate ne se généralise pas avant le IXe siècle tandis que l'usage et les copies de la Vetus Latina restent répandus parmi les moines et clercs érudits jusqu'au XIIIe siècle.

### Gutenberg
C'est à Gutenberg qu'on doit le fait que le premier livre imprimé en Europe est la Vulgate ; Gutenberg réalise cette impression entre 1452 et 1455. Pour cette première édition, qui comporte deux volumes in-folio sans adresse ni date et ne fut précisément identifiée qu'au XVIIIe siècle par le bibliographe français François Debure, on parle de « Bible à 42 lignes » d'après le nombre de lignes qu'elle comprend par pages, présentées en deux colonnes.

### Renaissance
Au XVIe siècle, la Réforme protestante favorise de nouvelles traductions directement dans les langues vernaculaires (en allemand, français, etc.) des textes hébreu et grec.
Estimant que le texte de la Vulgate a subi jusqu'à son époque de multiples corruptions, Érasme entreprend en 1513 de rétablir un texte plus fidèle à celui de Jérôme en se fondant, à l'exemple de Laurent Valla, sur des sources en grec ancien : c'est ainsi que parait le Novum Instrumentum omne (1516), texte bilingue latin-grec d'une Vulgate corrigée, qui sert de base aux bibles protestantes de Genève et d'Angleterre. Des éditions critiques de la Vulgate n'en apparaissent pas moins à la suite de celle de Gobelinus Laridius publiée à Cologne en 1530, comme celle de Robert Estienne en 1528. En outre, les traductions directes des versions en grec ou en hébreu entreprises par les exégètes humanistes font perdre à la version de Jérôme son statut de seule version valable de l'Écriture au sein du christianisme occidental, pour devenir une version parmi bien d'autres et souffrant de défauts.

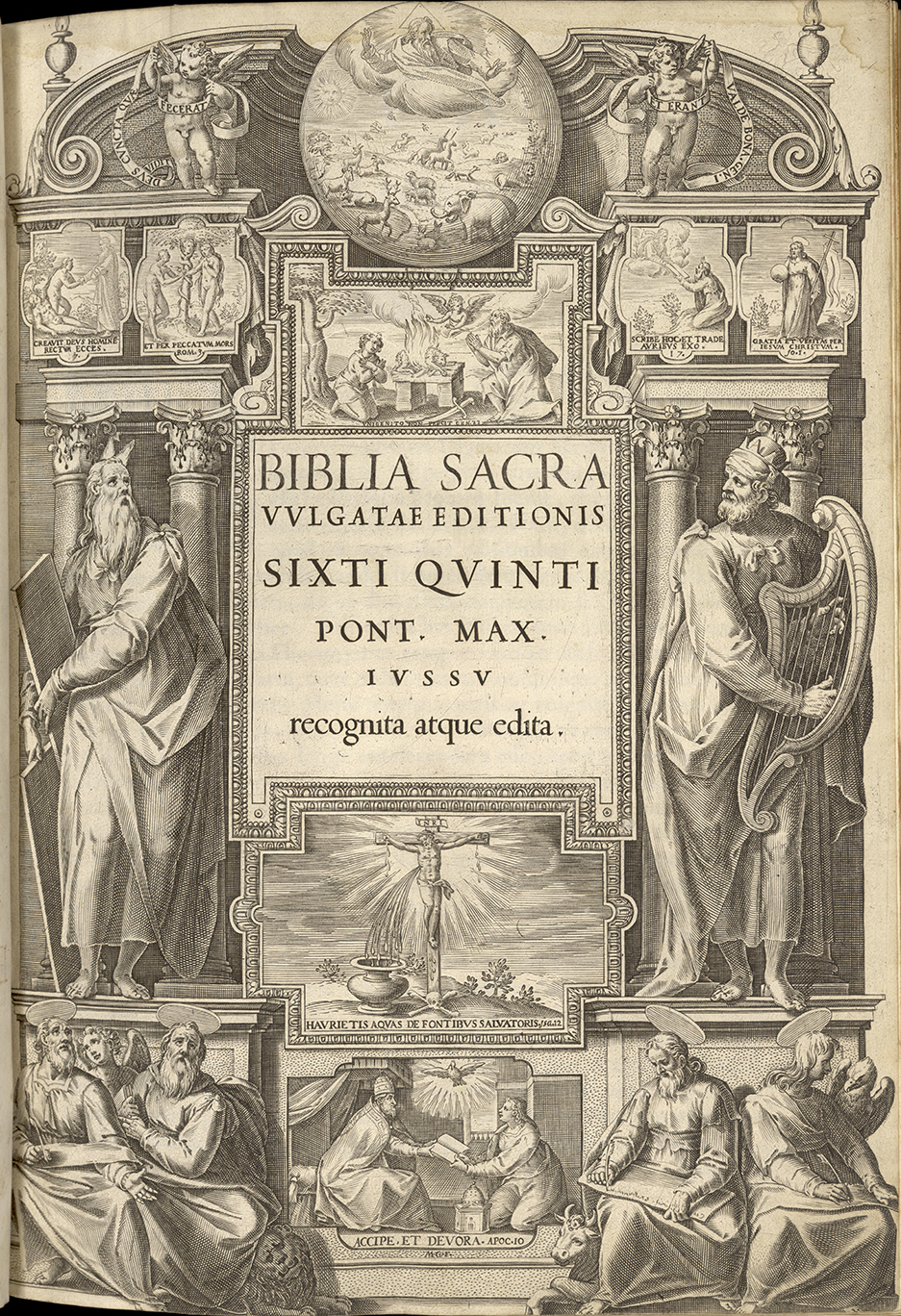
Frontispice de la Vulgate sixto-clémentine de 1592

L’Église catholique ressent alors la nécessité de réaffirmer la suprématie de la Vulgate. Elle déclare au cours du concile de Trente en 1546 :

« [L]e […] saint concile […] statu[e] et déclar[e] que la vieille édition de la Vulgate, approuvée dans l'Église même par un long usage de tant de siècles, doit être tenue pour authentique dans les leçons publiques, les discussions, les prédications et les explications, et que personne n'ait l'audace ou la présomption de la rejeter sous quelque prétexte que ce soit. »

Les autorités ecclésiales catholiques s'attachent dès lors à établir une nouvelle version critique révisée qui connaît quelques errements. Dès 1561, le pape Pie IV songe à fixer le texte de la Vulgate et son successeur, Pie V, confie la tâche à une commission présidée par le cardinal Morone et composée de six cardinaux dont une partie défend le maintien des versions jusque-là traditionnelles tandis qu'une autre, marquée de l'approche humaniste d'Érasme, est plus encline à corriger le texte. Les travaux sont poursuivis sous Grégoire XIII par les cardinaux Guglielmo Sirleto et Peretti, sans que les résultats ne répondent aux attentes.
Le cardinal Peretti, élu pape en 1585 sous le nom de Sixte V, souhaite faire aboutir le projet et nomme une nouvelle commission d'érudits et de prélats — parmi lesquels l'anglais William Allen, l'helléniste italien Antonio Agelli, le grécisant français Pierre Morin, l'hébraïsant espagnol Bartolomé de Valverde ou encore les jésuites florentin Robert Bellarmin et le portugais Manuel de Sá, professeur au Collège romain — sous la direction du cardinal Antonio Carafa, devenu la même année bibliothécaire du Vatican. Après deux ans de travail, la commission qui a rassemblé un grand nombre d'ouvrages pour nourrir ses travaux, présente ses résultats au souverain pontife qui estime que les variants retenus sont trop nombreux. S'appuyant davantage sur la Bible de Louvain et ses variantes plutôt que sur les travaux de la commission, il s'attèle alors lui-même à la tâche, conseillé par le jésuite Francisco Toledo et aidé de l'humaniste Angelo Rocca ainsi que de quelques autres augustins. Le résultat de son travail est publié en 1590 par l'imprimerie vaticane (créée en 1587) : cette édition est vivement critiquée et, selon Bellarmin, truffée d'erreurs, si bien que dès la mort de Sixte V quelques mois après la publication, les cardinaux font interdire la diffusion de cette Vulgate, avant même l'élection de son successeur. Les Jésuites sont chargés de racheter ou d'échanger les exemplaires déjà en circulation en Europe.
À l'instigation du cardinal jésuite Bellarmin, Grégoire XIV fait entamer dès 1591 une nouvelle révision par les anciens membres de la commission Cafara, depuis décédé, renforcée de quelques autres érudits — dont Angelo Rocca qui assure le secrétariat — sous la houlette du cardinal Marco Antonio Colonna. À l'issue des travaux, la version proposée reprend les grandes lignes de la commission Cafara, adoptant notamment la répartition des versets que l'on trouve dans les Bibles d'Estienne, conservant toutefois certaines des corrections de Sixte V. C'est cette version révisée qui est finalement promulguée en 1592 par le successeur de Grégoire, Clément VIII et c'est ce texte connu sous le nom de Vulgate sixto-clémentine qui fera autorité dans l’Église catholique romaine jusqu'en 1979.

### XXesiècle
Au XXe siècle, le pape Pie XII qualifie comme simplement juridique la suprématie de la Vulgate :
« Si le concile de Trente a voulu que la Vulgate fût la version latine « que tous doivent employer comme authentique », cela, chacun le sait, ne concerne que l'Église latine et son usage public de l'Écriture, mais ne diminue en aucune façon (il n'y a pas le moindre doute à ce sujet) ni l'autorité ni la valeur des textes originaux... Cette autorité éminente de la Vulgate ou, comme on dit, son authenticité, n'a donc pas été décrétée par le concile surtout pour des raisons critiques, mais bien plutôt à cause de son usage légitime dans les Églises, prolongé au cours de tant de siècles. Cet usage, en vérité, démontre que, telle qu'elle a été et est encore comprise par l'Église, elle est absolument exempte de toute erreur en ce qui concerne la foi ou les mœurs, une authenticité de ce genre ne doit pas être qualifiée en premier lieu de critique, mais bien plutôt de juridique ».

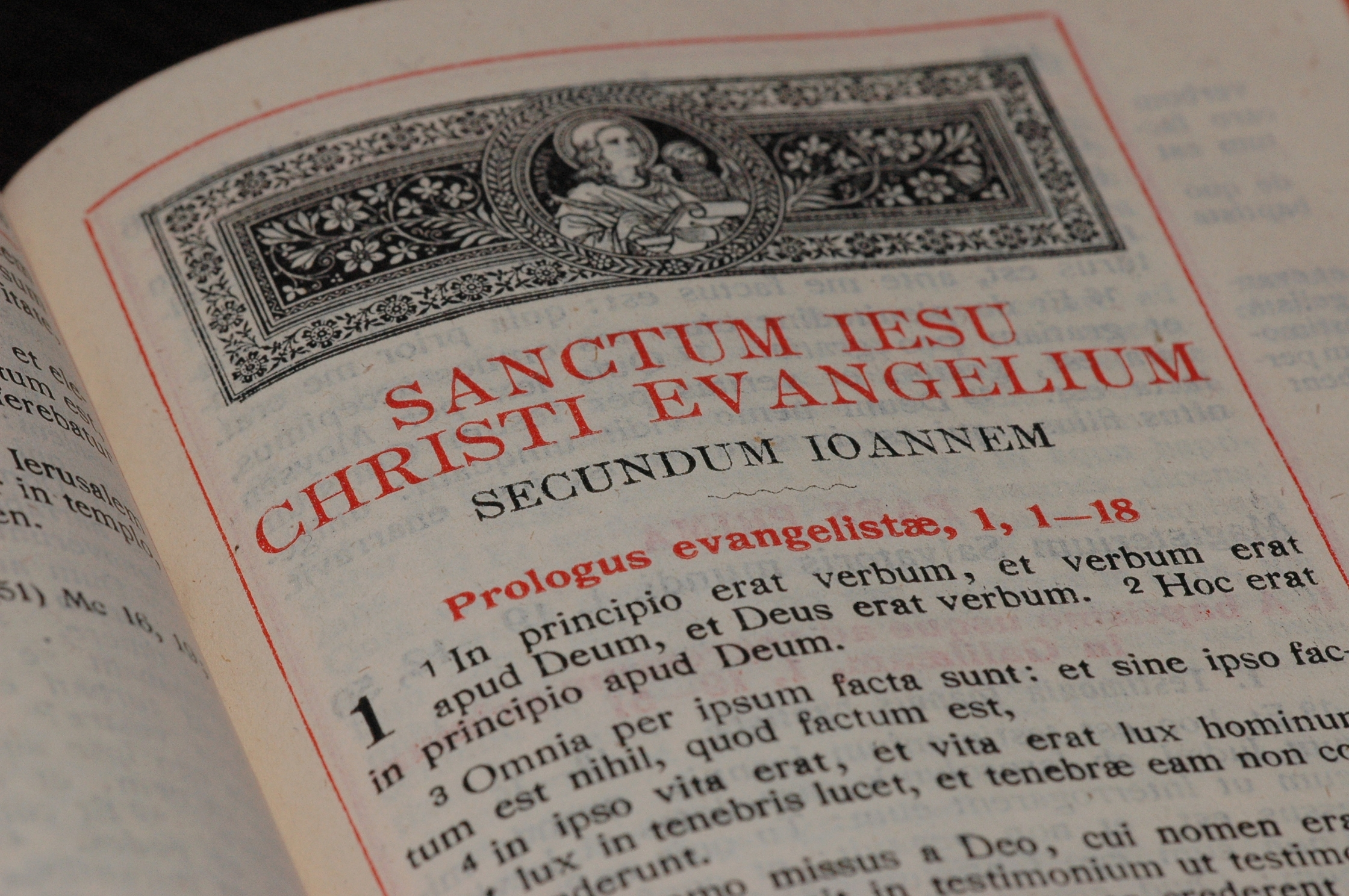
Prologue de l'évangile de Jean, Vulgate clémentine.

L'actuelle version standard de la Vulgate de l'Église catholique est appelée la « Néo-Vulgate », promulguée en 1979 par Jean-Paul II.
Une édition critique de la Vulgate, dite Vulgate de Stuttgart (en), a été publiée par Robert Weber (1904-1980) en 1969 ; la cinquième édition de cette Vulgate de Stuttgart, dirigée par Robert Weber puis Roger Gryson, a été publiée en 2007.

### Ouvrages
- (en) Matthew A. Kraus, Jewish, Christian, and Classical Exegetical Traditions in Jerome’s Translation of the Book of Exodus : Translation Technique and the Vulgate, Brill, 2017, 280 p. (ISBN 978-90-04-34300-9, lire en ligne)
- Christophe Rico, Le traducteur de Bethléem : Le génie interprétatif de saint Jérôme à l'aune de la linguistique, Cerf, coll. « Lectio divina » (no 270), 2016 (ISBN 978-2-204-10580-4).
- Frans van Liere, An Introduction to the Medieval Bible, Cambridge University Press, coll. « Introduction to Religion », 2014 (ISBN 978-0-521-86578-4).
- Jacques Fontaine (dir.) et Charles Pietri (dir.), Le Monde latin antique et la Bible, Beauchesne, coll. « Bible de tous les temps » (no 2), 1985 (ISBN 978-2-7010-1089-2)
- (en) H. H. Glunz, History of the Vulgate in England from Alcuin to Roger Bacon : Being an Inquiry Into the Text of Some English Manuscripts of the Vulgate Gospels, Cambridge University Press, 2011, 404 p. (ISBN 978-0-521-17075-8, lire en ligne)

### Articles et chapitres d'ouvrages
- (en) Bruce Gordon et Euan Cameron, « Latin Bibles in the early modern period », dans Euan Cameron (éd.), The New Cambridge History of the Bible, vol. III : From 1450 to 1750, Cambridge University Press, coll. « New Cambridge History of the Bible », 2016, 187–216 p. (ISBN 978-0-521-51342-5).
- (en) Pierre-Maurice Bogaert, « The Latin Bible », dans James Carleton Paget et Joachim Schaper (éds.), New Cambridge History of the Bible, vol. I : From beginning to 600, Cambridge University Press, coll. « New Cambridge History of the Bible », 2013 (ISBN 978-0-521-85938-7), p. 505–526.
- (en) Frans van Liere, « The Latin Bible : c. 900 to the Council of Trent, 1546 », dans Richard Marsden et E. Ann Matter (éds.), The New Cambridge History of the Bible, vol. II : From 600 to 1450, Cambridge University Press, coll. « New Cambridge History of the Bible », 2012, 93–109 p. (ISBN 978-1-139-05055-5).
- (en) Pierre-Maurice Bogaert, « The Latin Bible : c. 600 to c. 900 », dans Richard Marsden et E. Ann Matter (éds.), The New Cambridge History of the Bible, vol. II : From 600 to 1450, Cambridge University Press, coll. « New Cambridge History of the Bible », 2012, 69–92 p. (ISBN 978-1-139-05055-5).
- Guy Bedouelle, chap. 9 « La Réforme catholique », dans Guy Bedouelle et Bernard Roussel (dirs.), Le temps des Réformes et la Bible, Paris, Beauchesne, coll. « Bible de tous les temps » (no 5), 1989 (ISBN 978-2-7010-1092-2), partie I, numéro page
- (en) Catherine Brown Tkacz, « "Labor Tam Utilis" : The Creation of the Vulgate », Vigiliae Christianae, vol. 50, no 1,‎ 1996, p. 42–72 (ISSN 0042-6032).
- Pierre-Maurice Bogaert, « La Bible latine des origines au moyen âge. Aperçu historique, état des questions (Première partie) », Revue Théologique de Louvain, vol. 19, no 2,‎ 1988, p. 137–159.

#### Banques de données et dictionnaire
- Notices dans des dictionnaires ou encyclopédies généralistes :   - Britannica
  - Brockhaus
  - Den Store Danske Encyklopædi
  - Enciclopedia italiana
  - Gran Enciclopèdia Catalana
  - Hrvatska Enciklopedija
  - Internetowa encyklopedia PWN
  - Larousse
  - Nationalencyklopedin
  - Proleksis enciklopedija
  - Store norske leksikon
  - Treccani
  - Universalis
- Notices d'autorité :   - VIAF
  - LCCN
  - GND
  - Tchéquie
  - WorldCat